# 노자와정 (후쿠시마현)
노자와정(野沢町)은 후쿠시마현 가와누마군에 있던 정이다.

## 역사
- 1889년 4월 1일 - 정촌제 시행에 의해 노지마촌이 단독으로 자치체를 형성하였다.
- 1907년 7월 1일 - 정으로 승격해 노자와정이 되었다.
- 1921년 6월 1일 - 마사나카촌, 세리쿠사고시촌을 편입하였다.
- 1954년 7월 1일 - 야마 군 신고 촌·오쿠카와 촌이 가와누마 군 노자와 정·오노모토 촌·도세지마 촌·무쓰아이 촌·시타야 촌·무라오카 촌·가미노지리 촌·호사카 촌과 합병해, 니시아이즈정이 성립하여, 동일 노자와정이 폐지되었다.

## 교통

### 철도
- 동일본 여객철도 반에쓰사이 선

### 도로
- 국도 49호선

현재의 구 촌지역은 반에쓰 자동차도로의 니시아이즈 나들묵과 니시아이즈 주차장이 위치하고 있지만, 당시에는 미개통 상태였다.

## 참고문헌
- 角川日本地名大辞典 7 福島県